# مؤتمر إيفيان

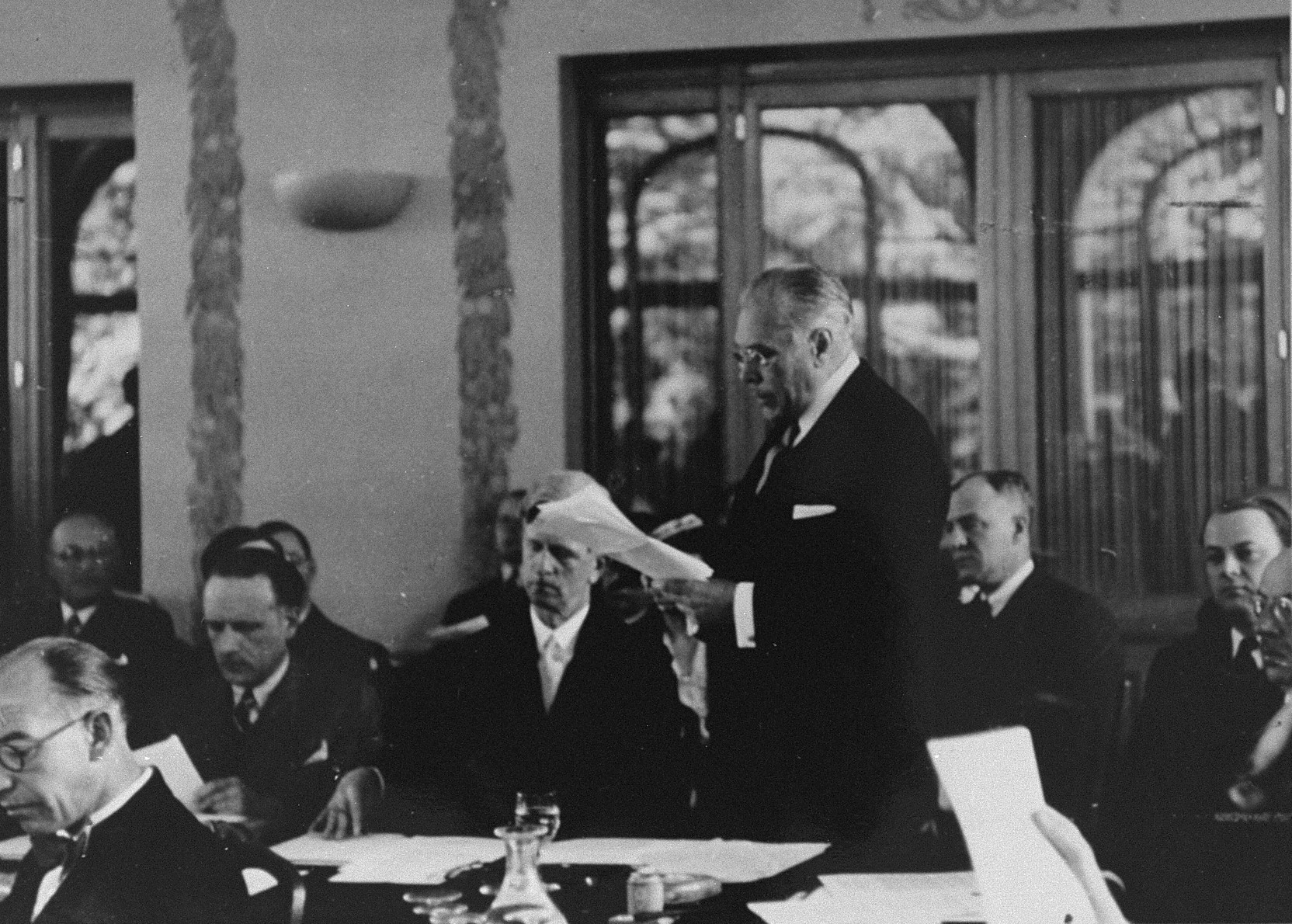

انعقد مؤتمر إيفيان في الفترة من 6 إلى 15 يوليو 1938، في إيفيان لي بان، فرنسا، لمناقشة مشكلة اللاجئين اليهود ومحنة الأعداد المتزايدة من اللاجئين اليهود الفارين من الاضطهاد على يد ألمانيا النازية. وقد تم عقده بمبادرة من رئيس الولايات المتحدة فرانكلين روزفلت الذي ربما كان يأمل في الحصول على التزامات من بعض الدول المدعوة لقبول المزيد من اللاجئين، على الرغم من أنه بذل قصارى جهده لتجنب ذكر هذا الهدف بشكل صريح. اقترح المؤرخون أن روزفلت يرغب في صرف الانتباه والانتقاد عن السياسة الأمريكية التي حدت بشدة من حصة اللاجئين اليهود المقبولين في الولايات المتحدة.
وحضر المؤتمر ممثلون من 32 دولة، وحضرت 24 منظمة تطوعية كمراقبين، حيث قدمت الخطط إما شفويا أو كتابيا. لم يُسمح لجولدا مائير، الحاضرة من الانتداب البريطاني فلسطين، بالتحدث أو المشاركة في الإجراءات باستثناء بصفة مراقب. اجتمع نحو 200 صحفي دولي في إيفيان لمراقبة الاجتماع وتقديم تقرير عنه.
رد أدولف هتلر على أنباء المؤتمر بقوله بشكل أساسي أنه إذا وافقت الدول الأخرى على أخذ اليهود، فسيساعدهم على المغادرة:
حكم على المؤتمر في نهاية المطاف بالفشل، باستثناء جمهورية الدومينيكان، فشلت وفود من 32 دولة مشاركة في التوصل إلى أي اتفاق حول قبول اللاجئين اليهود الفارين من الرايخ الثالث. وهكذا أثبت المؤتمر عن غير قصد أنه أداة دعائية مفيدة للنازيين.

## خلفية
جردت قوانين نورمبرغ اليهود الألمان، الذين اضطهدوا بالفعل من قبل نظام هتلر من جنسيتهم الألمانية. تم تصنيفهم على أنهم «رعايا» وأصبحوا عديمي الجنسية في بلادهم. بحلول عام 1938، تم طرد أو فر حوالي 450.000 من حوالي 900.000 يهودي ألماني من ألمانيا، معظمهم إلى فرنسا والانتداب البريطاني فلسطين، حيث أدت الموجة الهائلة من المهاجرين إلى انتفاضة عربية. عندما ضم هتلر النمسا في مارس 1938، وتطبيق القوانين العنصرية الألمانية، أصبح 200.000 يهودي في النمسا عديمي الجنسية.
ترافق توسع هتلر مع ارتفاع الحركات الفاشية المعادية للسامية العنيفة عبر أوروبا والشرق الأوسط. جاءت الحكومات اللا سامية بشكل كبير إلى السلطة في المجر ورومانيا، حيث كان اليهود دائمًا مواطنين من الدرجة الثانية. وكانت النتيجة محاولة ملايين اليهود الفرار من أوروبا، بينما كان يُنظر إليهم على أنهم سكان غير مرغوب فيهم ومدمرين اجتماعيًا مع نظريات أكاديمية شائعة تجادل بأن اليهود دمروا «النظافة العرقية» أو «تحسين النسل» في الدول التي يقيمون فيها ويشاركون في نظريات المؤامرة.
قبل المؤتمر، توصلت الولايات المتحدة وبريطانيا إلى اتفاق حاسم: تعهد البريطانيون بعدم ذكر حقيقة أن الولايات المتحدة لم تملأ حصص الهجرة، وتم استبعاد أي ذكر لفلسطين كوجهة محتملة للاجئين اليهود من جدول الأعمال. . كانت بريطانيا تدير فلسطين بموجب شروط الانتداب على فلسطين.

## الإجراءات
عبر مندوبو المؤتمر عن تعاطفهم مع اليهود في ظل النازية، لكنهم لم يتخذوا قرارًا مشتركًا أو التزامًا فوريًا، لتصوير المؤتمر على أنه مجرد بداية، لإحباط بعض المعلقين. مشيرا إلى «أن الهجرة غير الطوعية للناس بأعداد كبيرة أصبح كبيرا لدرجة أنه يجعل المشاكل العرقية والدينية أكثر حدة، ويزيد من الاضطرابات الدولي، وقد تعيق بشكل خطير عمليات التهدئة في العلاقات الدولية»، أنشأ مؤتمر إفيان في اللجنة الحكومية الدولية للاجئين بهدف «الاقتراب من حكومات دول اللجوء بهدف تطوير فرص التسوية الدائمة». لم يتلق ICR سوى القليل من السلطة أو الدعم من الدول الأعضاء وسقط في الجمود.
ولم ترسل الولايات المتحدة أي مسؤول حكومي إلى المؤتمر. وبدلاً من ذلك، مثل صديق روزفلت، رجل الأعمال الأمريكي مايرون تشارلز تايلور، الولايات المتحدة مع جيمس جي ماكدونالد كمستشار له. وافقت الولايات المتحدة على أن حصة الهجرة الألمانية والنمساوية البالغة 30.000 في السنة ستتاح للاجئين اليهود. في السنوات الثلاث 1938-1940، تجاوزت الولايات المتحدة هذه الحصة فعليًا بمقدار 10000. خلال الفترة نفسها، قبلت بريطانيا العدد نفسه تقريبًا من اليهود الألمان. وافقت أستراليا على أن تأخذ 15000 على مدى ثلاث سنوات، وتاخذ جنوب أفريقيا فقط أولئك الذين لديهم أقارب مقيمين بالفعل؛ رفضت كندا تقديم أي التزام وقبلت فقط بعض اللاجئين خلال هذه الفترة. لاحظ مندوب أستراليا TW White: «حيث أنه ليس لدينا مشكلة عنصرية حقيقية، فنحن لا نرغب في استيراد واحدة» . وذكر المندوب الفرنسي أن فرنسا وصلت إلى «نقطة التشبع القصوى فيما يتعلق بقبول اللاجئين»، وهو شعور كرره معظم الممثلين الآخرين.
كانت الدول الوحيدة الراغبة في قبول عدد كبير من اليهود هي جمهورية الدومينيكان، التي عرضت قبول ما يصل إلى 100,000 لاجئ، وفي وقت لاحق كوستاريكا. في عام 1940 تم توقيع اتفاقية وتبرع رافائيل تروخيو بـ 26,000 أكر (110 كـم2) من ممتلكاته بالقرب من بلدة سوسعا للمستوطنات. وصل المستوطنون الأوائل في مايو 1940: جاء حوالي 800 مستوطن فقط إلى سوسوا، وانتقل معظمهم فيما بعد إلى الولايات المتحدة.

## الآثار
كانت نتيجة فشل المؤتمر أن العديد من اليهود لم يهربوا، وبالتالي كانوا خاضعين في نهاية المطاف لما كان يعرف باسم "الحل النهائي للمسألة اليهودية" لهتلر. بعد شهرين من المؤتمر، في سبتمبر 1938، منحت بريطانيا وفرنسا هتلر الحق في احتلال سوديتنلاند في تشيكوسلوفاكيا، مما جعل 120,000 يهوديًا آخرين بلا جنسية. في نوفمبر 1938، في كريستال ناخت، ترافقت مذبحة ضخمة عبر الرايخ الثالث بتدمير أكثر من 1000 كنيس يهودي ومذابح واعتقال تعسفي لعشرات الآلاف من اليهود. في مارس 1939، احتل هتلر ما تبقى من تشيكوسلوفاكيا، التي استقبلت الآن 180.000 يهودي آخر، بينما في مايو 1939 أصدر البريطانيون الكتاب الأبيض الذي منع اليهود من دخول فلسطين أو شراء الأراضي هناك. بعد احتلالهم لبولندا في أواخر عام 1939 وغزو الاتحاد السوفيتي في عام 1941، شرع الألمان في برنامج للقتل المنهجي لجميع اليهود في أوروبا. في هذا، حصل النازيون على مساعدة محلية في بعض الحالات على الأقل. ج. سيميلين جادل بأن المساعدة المحلية كانت مطلوبة دائمًا تقريبًا لتحديد وتنظيم عملية قتل اليهود.